# Daewoo Lanos
Daewoo Lanos je korejský osobní automobil vyráběný od roku 1997 do roku 2002 automobilkou Daewoo. Vyráběl se i v Polsku ve firmě FSO, v Rusku v TagAZ a na Ukrajině v AvtoZAZ. Lanos nahradil model Nexia, který se v roce 1997 přestal vyrábět. V roce 2002 začala výroba Kalosu a přestal se vyrábět Lanos.
Název modelu vychází ze spojení latinských slov latus – v češtině prostorný, velký a nos – my.
Celosvětová produkce Lanose byla ukončena v roce 2020 (Egypt).[zdroj?]

## Vývoj
Lanos byl, na rozdíl od předchozích modelů značky Daewoo, zcela vyvinut v této automobilce. Modely vyráběné před ním totiž byly modifikované modely společnosti Opel.
Daewoo se snažilo prosadit i mezi evropskou konkurencí, proto projekt začal srovnáním a analýzou konkurenčních modelů od 20 různých výrobců. Nejlepší byly Toyota Tercel, Opel Astra a Volkswagen Golf.
Mezi čtyřmi designérskými studii byl zvolen Giugiaro. Technickou část spolu navrhovali Daewoo a dodavatelé a podnikatelé, kteří se podíleli na zhotovování součástek. Mezi ně patřil AC Rochester (motor), Delco Chassis Division (brzdy, ABS) GM Powertrain (automatická převodovka), Italdesign (karoserie, elektronika, prototypy), PARS (airbagy) a Porsche (odpružení, brzdy, koncepce). Do konce roku 1995 bylo postaveno 150 prototypů. Výroba začala v roce 1997.

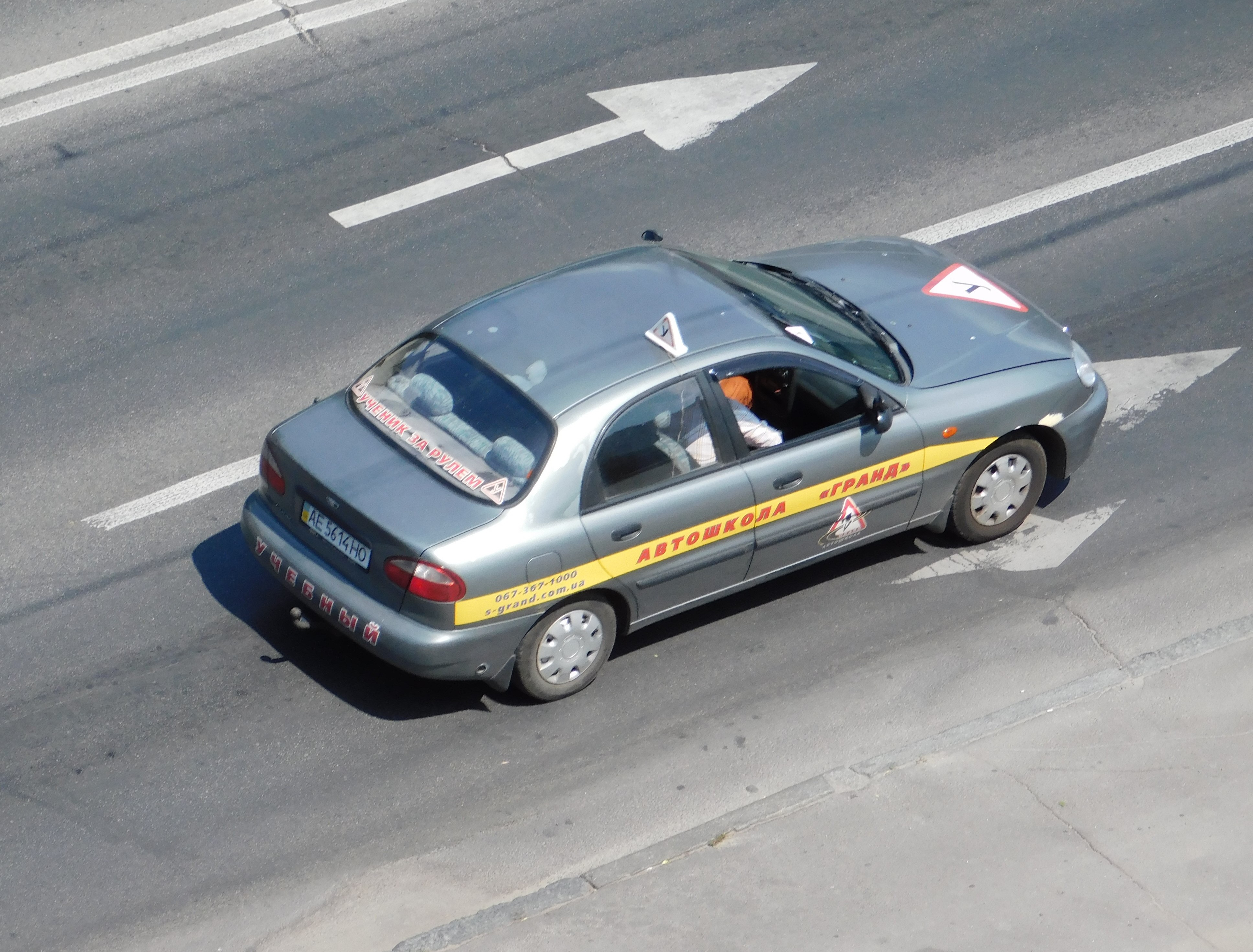
Sedan

## Technické údaje
Auta byla vybavena motory GM 1 D-TEC s obsahem 1,4 l (1349 cm³) SOHC, 1,5 l (1549 cm³) SOHC, 1,5 l (1498 cm³) DOHC a 1,6 l (1598 cm³) DOHC.
Všechny modely byly k dispozici ve verzích S, SE, SX a později SPORT. S byl základní model a neobsahoval mnoho funkcí (CD přehrávač, elektrická okna). SE bylo o trochu vylepšené S. Model SX měl CD přehrávač, elektrické ovládání zrcátek, elektrická okna a mlhová světla. SPORT byl vylepšený SX.

## Mimokorejské automobilky

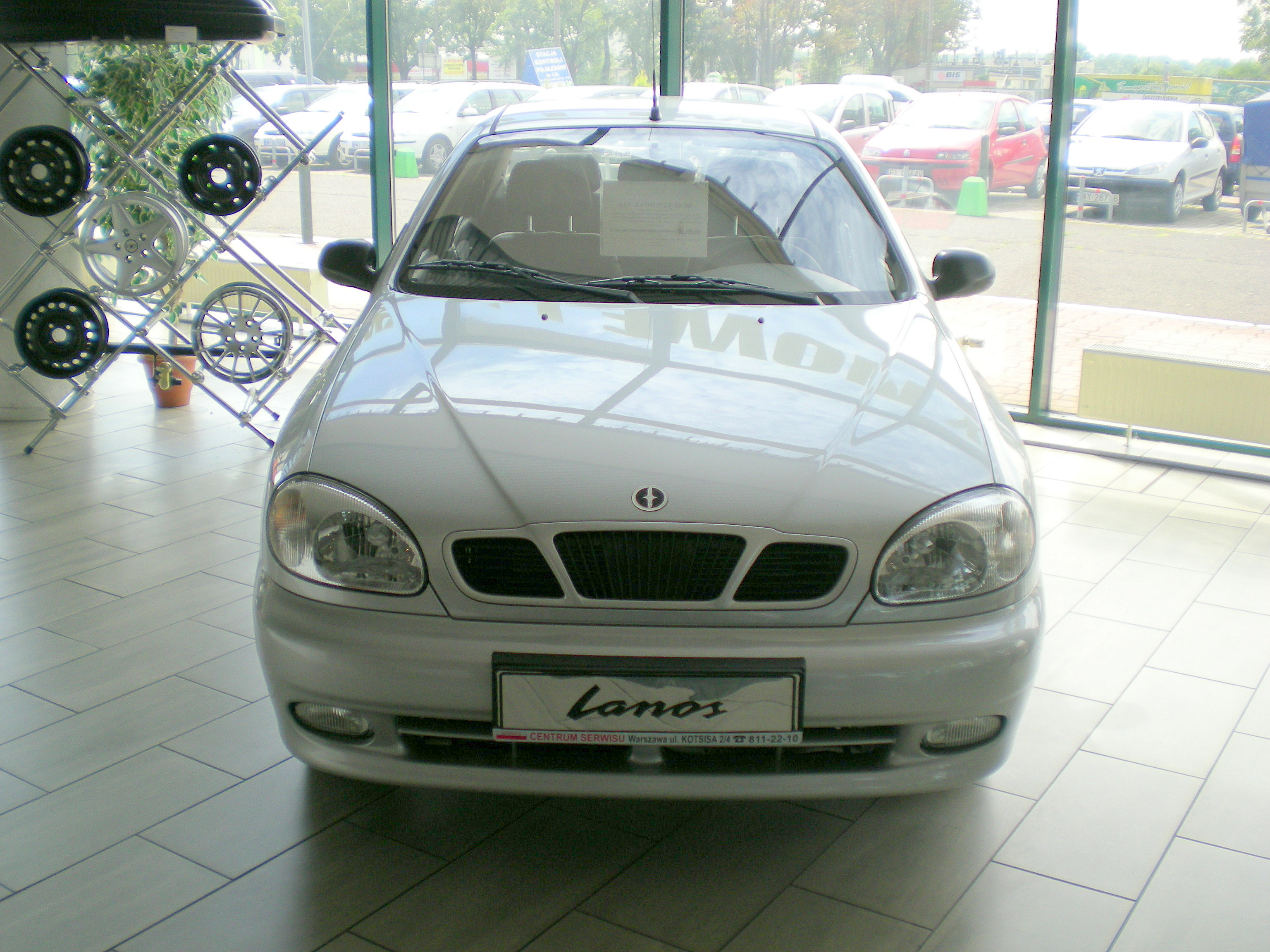
FSO Lanos

Lanos se vyráběl i v polském automobilovém závodu FSO, ukrajinské ZAZ a ruské TagAZ (kde byl prodáván jako Doninvest Assol).

### ZAZ
Lanos se v ZAZ vyráběl od roku 2002 pod názvem ZAZ Sens. Název Sens se používal pro starší verzi modelu. Motory dodával koncern GM Daewoo.

### FSO
Společnost FSO vyráběla Lanos od roku 1997. FSO před tím vyrábělo Daewoo Nexia a Daewoo Espero. Od ledna 2005 začaly být Lanosy vyrobené v Polsku prodávány pod obchodním názvem FSO.

## Závodní verze

### Daewoo Lanos Kit Car
Na vzniku tohoto rallyeového speciálu se podílel portugalský importér značky. Vůz byl stavěn pouze pro asfaltové soutěže v Madeiře. K pohonu slouží motor o objemu 1,6 litru vyladěný na výkon 172 koní. Šestistupňová sekvenční převodovka AP je z dílen Daewoo Sport. Podvozek je vybaven zkrutnými stabilizátory a závodními pružinami. Tlumiče vyrobila firma Proflex. Vůz je vybaven rozšířenými blatníky a přítlačným křídlem.